# Sușceanka, Popilnea
Sușceanka (în ucraineană Сущанська сільська рада) este o comună în raionul Popilnea, regiunea Jîtomîr, Ucraina, formată numai din satul de reședință.

## Demografie
Componența lingvistică a comunei Sușceanka
     Ucraineană (97,52%)
     Rusă (2,48%)
Conform recensământului din 2001, majoritatea populației comunei Sușceanka era vorbitoare de ucraineană (97,52%), existând în minoritate și vorbitori de rusă (2,48%).